# Franz Budig

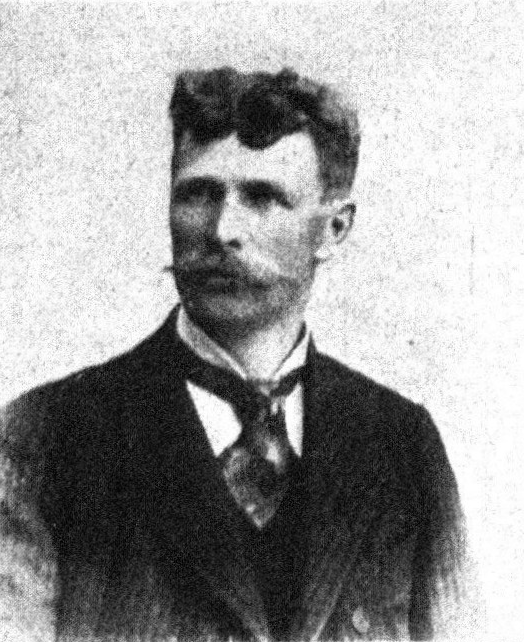
Franz Budig

Franz Budig (* 25. März 1870 in Porstendorf bei Mährisch Trübau; † 3. Jänner 1928 ebenda) war ein österreichischer Politiker (Christlichsoziale Partei, Deutsche Christlich-Soziale Volkspartei) und Landwirt. Er war zwischen 1907 und 1911 Abgeordneter zum Österreichischen Abgeordnetenhaus, ab 1913 Mährischer Landtagsabgeordneter und ab 1920 Mitglied des tschechoslowakischen Abgeordnetenhauses.

## Leben
Franz Budig besuchte die Volksschule sowie die Bürgerschule und diente in der Folge bei der Sanitäts-Abteilung Nr. 6 in Olmütz. Er war beruflich als Landwirt in Porstendorf (heute Teil der Stadt Moravská Třebová) aktiv und trat 1907 bei den Reichsratswahlen als Kandidat für die Christlich-Soziale Partei im Wahlkreis Mährisch-Trübau-Zwittau-Iglau (Mähren 18, deutsch) an. Er erzielte mit rund 29 Prozent der Stimmen im ersten Wahlgang die relative Mehrheit und konnte sich in der Stichwahl mit 57 Prozent gegen den Sozialdemokraten Ignaz Jarmer durchsetzen. Er war damit der einzige christlichsoziale Abgeordnete aus Mähren. Budig versuchte seinen Sitz bei der Reichsratswahl 1911 zu verteidigen und konnte im ersten Wahlgang mit 43 Prozent erneut die relative Mehrheit erzielen. In der Stichwahl unterlag er jedoch mit 49,4 Prozent denkbar knapp dem Kandidaten der Deutschen Agrarpartei Karl Schürl. Ab 1913 wirkte er für die christlichsoziale Partei im Mährischen Landtag als Abgeordneter des Wahlbezirks III der allgemeinen Wählerklasse. Nach dem Zerfall der Monarchie zog er 1920 als Kandidat der vereinigten deutschen Liste in das tschechoslowakische Abgeordnetenhaus ein. Ab 1925 vertrat er die christlichsoziale Partei im Parlament. Neben seiner Abgeordnetentätigkeit war Budig Gemeindevorsteher von Porstendorf und stand an der Spitze des Christlichsozialen deutschmährischen Bauernbundes. 1914 gründete er einen Konsumverein in Porstendorf.